# Chesham
Chesham este un oraș în comitatul Buckinghamshire, regiunea South Eest, Anglia. Orașul se află în districtul Chiltern.